# بين رايت (لاعب كرة قدم)
بين رايت (بالإنجليزية: Ben Wright)‏ (1 يوليو 1980 بمونستر في ألمانيا - ) هو لاعب كرة قدم بريطاني في مركز الهجوم. لعب مع ماكليسفيلد تاون ونادي بريستول سيتي ونادي ستارت ونادي فيكينغ ونادي كيترينغ تاون ولينكولن سيتي أف سي ونادي وكينغ وNelson Suburbs FC ‏ وMoss FK ‏ وRichmond Athletic FC ‏.

## وصلات خارجية
- بين رايت على موقع قاعدة بيانات كرة القدم.إي يو (الإنجليزية)
- بين رايت على موقع Soccerbase.com (لاعب) (الإنجليزية)